# 皮埃尔菲什 (洛泽尔省)
皮埃尔菲什（法語：Pierrefiche，法語發音：[pjɛʁfiʃ]）是法国洛泽尔省的一个市镇，属于芒德区。

## 地理
皮埃尔菲什（44°41'26"N, 3°44'0"E）面积16.82 平方千米，位于法国奧克西塔尼大區洛泽尔省，该省份为法国南部内陆省份，北起上盧瓦爾省和康塔爾省，西接阿韦龙省，南至加尔省，东临阿尔代什省。
与皮埃尔菲什接壤的市镇（或旧市镇、城区）包括：沙斯塔涅、罗克勒、绍代拉克、朗东新堡、圣让拉富尤斯。

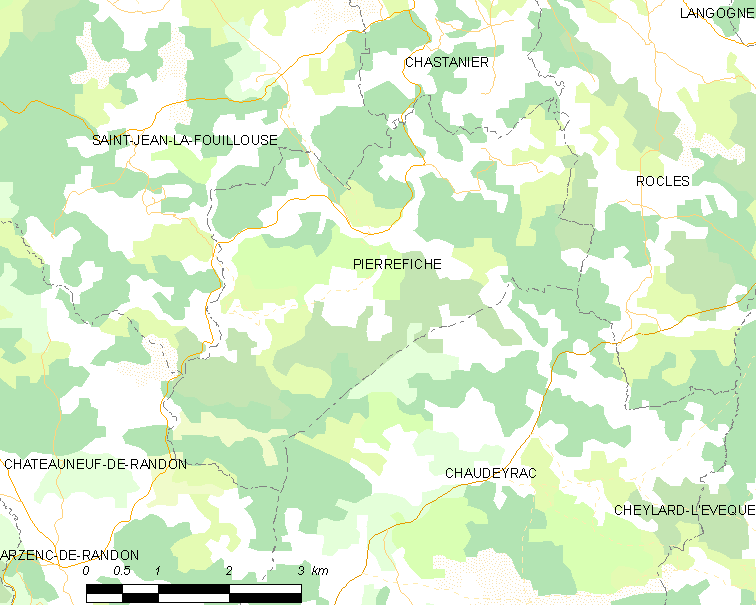
的OSM定位图

皮埃尔菲什的时区为UTC+01:00、UTC+02:00（夏令时）。

## 行政
皮埃尔菲什的邮政编码为48300，INSEE市镇编码为48112。

## 政治
皮埃尔菲什所属的省级选区为格朗里约县。

## 人口

1962-2008年间人口变化图示

皮埃尔菲什于2022年1月1日时的人口数量为160人。